# George Sigourney Acker
George Sigourney Acker (né le 25 décembre 1835 à Rochester, dans le comté de Monroe, État de New York, et décédé le 6 septembre 1879 à Kalamazoo, État du Michigan) est un brigadier-général de l'Union. Il est enterré à Union City, dans l'État du Michigan.

## Guerre de Sécession
Au début du conflit, George Sigourney Acker s'enrôle dans le 1st Michigan Volunteer Cavalry en tant que capitaine. Il commande la compagnie I. Il participe aux combats dans la vallée de la Shenandoah au printemps 1862 et à la seconde bataille de Bull Run. À la fin de l'année 1862, il a atteint le grade de lieutenant-colonel.
Début 1863, il est affecté au 9th Michigan Volunteer Cavalry. Il participe alors à l'opération contre les raids du général confédéré John Hunt Morgan au Kentucky et en Ohio. Il participe à la bataille de Bluffington Island dans l'Ohio. Après la capture de Morgan, Acker est affecté, avec son régiment, dans les forces du général Ambrose Burnside dans l'est du Tennessee.
Acker est blessé le 14 novembre 1863 à Bean's Station. Remis de ses blessures, il réintègre les rangs en tant que colonel, au printemps 1864. Il participe de nouveau à une opération contre les troupes du général Morgan, puis combat au Kentucky et au Tennessee jusqu'en octobre 1864. À l'issue de cette campagne, il est affecté auprès du général William Tecumseh Sherman et participe à la marche vers la mer et à la campagne des Carolines.
Il reçoit son brevet de brigadier-général le 13 mars 1865.

## Après la guerre
Il devient gérant d'hôtel dans le Michigan.